# Low Cost Design
Low Cost Design è un saggio del designer e ricercatore italiano Daniele Pario Perra con la collaborazione di Emiliano Gandolfi, pubblicato in versione bilingue italiano/inglese in due volumi nel 2010 e nel 2011 da Silvana Editoriale.

## Contenuto
Il volume è il risultato di una ricerca compiuta sociologica, urbanistica ed etnografica tra Europa settentrionale e area del Mar Mediterraneo, attraverso la quale l'autore ha documentato più di settemila esempi di creatività spontanea, mettendo in evidenza il principio per cui il miglior progetto non è sempre e necessariamente quello brevettato, pensato negli studi di architettura o nelle grandi aziende, ma quello che nasce dalla semplicità quotidiana, come sottolineato da una citazione di Joseph Beuys che dice: "Ogni uomo è un artista." 
Le idee, spesso senza paternità, vengono classificate a seconda dei piani di ricerca (cinque differenti livelli di progettazione per gli oggetti, sei categorie per le azioni), offrono uno spunto di riflessione sulla pratica del recupero, del riciclo e del ri-uso.
Low Cost Design è nato come nel 2001 come database fotografico sulle trasformazioni degli oggetti e dello spazio pubblico in Europa. 
Nel 2012 è stato ospite del 51º Salone Internazionale del Mobile di Milano come mostra itinerante con più di cinquecento oggetti e strutture relativi al cambio d'uso di manufatti o di parti del territorio, attraverso un'azione consapevole che trasforma oggetti e strutture, nati per assolvere un compito, in oggetti e strutture che ne assolvono altri. 
Gli esempi esposti durante la mostra e catalogati nei due volumi indagano la capacità di adattamento e l'uso innovativo delle risorse locali, per risolvere le necessità del quotidiano a cavallo tra l'abilità istintiva di un bambino e la progettualità calcolata di un ingegnere.
Dal 2001 ad oggi sono state scattate più di 7000 fotografie, tutte relative al cambio d'uso degli oggetti e del territorio attraverso l'azione dei suoi abitanti. Attraverso l'analisi sociologica della creatività spontanea si può osservare come il genere umano possieda un medesimo DNA creativo, che dinanzi a problemi simili provoca simili reazioni, e simili soluzioni, indipendentemente dal tempo e dal luogo. 
Il progetto è stato prodotto da Dusty Servizi di Igiene Ambientale con la collaborazione di Silvana Editoriale e Farm Cultural Park.
Nel volume 2 Daniele Pario Perra prosegue l'indagine del “design spontaneo”, documentando le geniali soluzioni che anonimi progettisti hanno messo in atto per risolvere i casi offerti dalla vita di tutti i giorni. Nelle pagine del volume vengono presentati altre centinaia di esempi di creatività non convenzionale. Le immagini sono introdotte da un testo dell'autore e da una serie di capitoli scritti in forma di blog a due mani con diversi autori su temi che spaziano dalla storia dell'oggetto all'estetica del design, dalla creatività alimentare all'artigianato, dalle tribù urbane alla cultura e pianificazione del territorio, offrendone un quadro sociologico, urbanistico ed etnografico contemporaneo.
Gli oggetti catalogati in Low Cost Design 1 e 2 sfuggono alle regole della progettazione aziendale, rivelando un patrimonio interdisciplinare che lega la cultura del design alle discipline sociali, alla storia, all'economia e alla politica. 
Low Cost Design è anche un work in progress fatto di contributi, feedback e suggerimenti esterni tramite il sito dedicato.
Daniele Pario Perra ha iniziato la ricerca intorno alla creatività spontanea a partire dal 2001, le fotografie sono state scattate in un'area geografica compresa tra il Nord Europa e il Sud del Mediterraneo, toccando dai piccoli centri alle grandi città senza escludere le zone agricole. 
L'autore, nelle didascalie delle immagini, ha volontariamente omesso il luogo d'origine o il paese in cui le fotografie sono state scattate per analizzare il puro gesto creativo, eliminando del tutto o in parte una possibile visione documentaristica legata al luogo o al vissuto dell'autore (anch'esso anonimo) e perché l'indicazione dell'area geografica di provenienza delle immagini potrebbe stimolare false credenze e luoghi comuni, secondo le parole di Daniele Pario Perra “è infatti convinzione comune che i paesi dell'Europa meridionale siano terreno più fertile per la creatività spontanea (…). In realtà, la ricerca sul campo ci mostra una grande omogeneità di soluzioni creative tra i paesi del Sud e del Nord Europa, semplicemente cambiano gli usi in relazione alle le priorità” (p. 21).
Gli oggetti nascono per assolvere un compito. Il loro sviluppo è indirizzato dagli strumenti tecnologici e culturali a disposizione e la loro progettazione si basa su due fattori fondamentali: l'abilità intuitiva e la capacità di astrazione. La sezione degli Oggetti è divisa in 5 differenti livelli di progettazione, una scala di valori che cresce in proporzione all'incremento dei requisiti fondamentali. Al livello più alto troviamo la massima capacità di risolvere, in modo semplice, i problemi più complessi.
Gli oggetti selezionati in Low Cost Design sono la sintesi estetico/funzionale di un progetto che si realizza alla presenza di fattori diversi come la trasmissione dei saperi, delle risorse disponibili, di cui molte locali, e dei rapporti di prossimità. Il mondo ragiona sulle pratiche per risparmiare e riciclare gli oggetti da sempre: si pensi all'invenzione della filigrana nell'oreficeria del III secolo d.C. per compensare il risparmio del peso o alla trasformazione delle monete d'oro in gioielli e monili. Allo stesso modo, trascorsi quasi duemila anni, vengono utilizzate posate e pentole ricavate dalla demolizione delle portaerei, le autostrade vengono asfaltate con i cd invenduti, il biodiesel viene prodotto dal grasso umano delle liposuzioni, i campi da tennis vengono costruiti con le suole delle scarpe e il Pile viene prodotto con il PET.
Le fotografie sono state ulteriormente catalogate in diversi piani di lettura: cinque differenti livelli di progettazione per gli oggetti, sei diverse categorie semantiche per le azioni.
Il volume 1 è corredato da 320 illustrazioni a colori.
Il volume 2 è corredato da 400 illustrazioni a colori.
La classificazione è avvenuta secondo due criteri principali:
1. il numero di connessioni in senso verticale, cioè la scelta di oggetti e azioni in cui fosse visibile la temporalità della loro storia evolutiva.
2. il numero di connessioni in senso orizzontale, cioè la scelta di oggetti e azioni simili sviluppatesi in aree geografiche differenti ma nel medesimo arco temporale.

I cinque differenti livelli di progettazione per gli oggetti sono: oggetti semplici, oggetti sviluppati, oggetti ottimizzati, oggetti elaborati e oggetti completi.
- Gli oggetti semplici sono oggetti elementari, senza particolari modifiche strutturali, ma che suggeriscono nuove progettazioni, oppure che aumentano le funzionalità dei prodotti originali. Sono gli oggetti che cambiano uso rispetto alla progettazione iniziale come per esempio il catino che diventa lavabo e la persiana che si trasforma in portariviste da parete; le reti da pesca impiegate per proteggersi dalle incursioni dei volatili e il vaso di terracotta usato per fare il barbecue, o le scarpe da ginnastica tagliate per essere indossate come ciabatte.
- Gli oggetti sviluppati hanno un maggiore sviluppo progettuale e applicazioni di mercato. Gli oggetti sviluppati cambiano radicalmente la destinazione d'uso, rivelando l'abilità e l'inventiva dell'artefice. Tra gli esempi riportati in Low Cost Design ci sono i palloni da calcio in gomma usati come galleggianti per le reti da pesca e boe, la bottiglia che diventa un dosatore del fertilizzante per le piante e la passerella in legno dedicata ai gatti. Alcuni oggetti, insieme alla novità dell'applicazione, rivelano importanti sinergie tra la forma e il materiale di cui sono costituiti: come la lattina dei fagioli trasformata in grattugia igienicamente valida perché in metallo smaltato), o i tappi delle bottiglie di plastica che possono trasformarsi in tavolozza da pittore (facilmente lavabile e comoda nell'uso).
- Gli oggetti ottimizzati sono quelli in cui lo spostamento della funzione originaria è incrementata dalla capacità di astrazione e simbolizzazione del progettista. In tali oggetti rivisitati la comunicazione e l'evocazione hanno un ruolo particolare: come nel caso del portacenere da esterni a forma di sigaretta o della panchina assemblata con skateboard usati. Gli oggetti ottimizzati sono caratterizzati anche da quello che Daniele Pario Perra descrive come "cortocircuiti concettuali": oggetti che, grazie alla loro capacità di disconnettersi dal contesto iniziale, propongono invenzioni con nuovi plusvalori. Come la maschera da sub per il taglio delle cipolle o i compact disc utilizzati per allontanare gli uccelli grazie agli effetti di rifrazione della luce, oppure il cappuccio di lana che mantiene caldo il caffè nella moca.
- Gli oggetti elaborati mostrano chiaramente i segni della progettazione interdisciplinare. Combinazioni in cui un semplice imbuto in plastica diventa uno strumento perfetto per proteggere i filtri per il monitoraggio dell'inquinamento, preservandoli dalla pioggia, ma al tempo stesso senza ridurne l'esposizione all'aria. Possono essere anche oggetti che funzionano in relazione al comportamento animale: come le bottiglie piene d'acqua che, deformando l'immagine riflessa, dissuadono i cani dalle deiezioni sulle colonne. Un oggetto multifunzionale non equivale a una macchina tecnicamente più elaborata, ma a un dispositivo utile a risolvere bisogni più complessi grazie all'incremento dell'immaginazione. Sono quindi oggetti re-inventati che prevedono il potenziamento delle funzioni originarie: come le palline da tennis tagliate e infilati nelle gambe delle sedie per proteggere i pavimenti o il vassoio antiscivolo per camerieri, oppure i tappi di sughero inseriti nei coperchi con manici in ferro per non bruciarsi le dita.
- Gli oggetti completi hanno un alto grado di semplicità inversamente proporzionale all'importanza del compito da adempiere. Sono gli oggetti in cui intuizione, semplificazione tecnologica e conoscenza interdisciplinare danno vita a piccoli capolavori d'ingegno, sia per la qualità ideativa che per il loro basso costo di produzione, come nel caso della fetta di pane che assorbe odori sgradevoli e umidità dagli abiti nell'armadio. Anche gli oggetti completi possono interagire con il comportamento animale (le maniglie apri-porta per cani, le palline da golf per favorire la cova delle galline), ma soprattutto possono influire sul comportamento umano come i sistemi antiparcheggio o il foglio di polietilene sugli espositori di caramelle come dissuasore sonoro dal furto. Negli oggetti completi è riscontrabile anche una capacità di progettazione interculturale come nel caso delle bacchette cinesi a molla oppure o in quello del tappo di sughero con spilli riutilizzato per estrarre le lumache di mare dal loro guscio.

La classificazione delle azioni, intese come pratiche riguardanti la gestione partecipata del territorio atte a risolvere sia i bisogni del singolo individuo che della comunità, sono state suddivise in sei categorie, o aree tematiche.
Le sei categorie di catalogazione per le azioni sono: pianificazione territoriale privata, commercio creativo, interazioni tra pianificazione pubblica e progettazione privata, soluzioni personali alla carenza di servizi pubblici, comunicazione sociale e commerciale, sicurezza personale e controllo del territorio.
- La pianificazione territoriale privata raggruppa le azioni di tutti i gruppi sociali che progettano o realizzano opere nello spazio pubblico. Attraverso processi di confronto e aggregazione, conformità alle istituzioni e variazioni delle consuetudini, i gruppi si riappropriano dei luoghi della vita quotidiana: i fili del bucato s'intrecciano tra i pali dei cartelloni pubblicitari, le finestre delle case si trasformano in vetrine di negozi, le statue dei santi protettori o le edicole religiose si ergono al centro di piccole piazze di quartiere.
- Il commercio creativo è il commercio ambulante rivisitato in maniera creativa e originale. I venditori si spostano per quartieri, paesi e città, con cadenza regolare, e considerano la mobilità il loro punto di forza. I mezzi di trasporto di cui si servono per far circolare le merci sono abilmente attrezzati per veicolare una campagna di comunicazione pubblicitaria attraverso una strategia di vendita e una retorica mercantile, governate da un complesso di regole mai scritto. All'offerta di merci garantite, viene spesso affiancato un servizio aggiuntivo su misura per il cliente: come l'assistenza e la consegna a domicilio, la riparazione in caso di guasti, talvolta l'opportunità di un acquisto rateale senza effetti bancari. Queste "leggi" sono il frutto di un rapporto di prossimità fra le parti che da sempre caratterizza lo scambio di qualsiasi natura nelle società civili.
- Le interazioni tra pianificazione pubblica e progettazione privata sono un tipo di interazione "creativa" che rappresenta sia un punto di incontro sia una netta demarcazione fra pubblico e privato. Queste interazioni producono uno scambio di ruoli e di funzioni: da una parte assegnano una maggiore responsabilità ai privati nella logistica dei servizi pubblici, dall'altra invitano gli enti istituzionali a fare scelte gestionali più flessibili e meno burocratizzate. Gli individui pianificano gli spazi comuni comportandosi come fossero istituzioni pubbliche, e viceversa queste ultime si rifanno a soluzioni intraprese dai privati, nell'ambito della gestione del territorio e dei servizi. È il caso, per esempio, dei cassonetti dell'immondizia non legali, collocati sul ciglio della strada dai cittadini e che vengono prontamente svuotati dagli addetti alla raccolta municipale o delle palme tagliate a forma di sedia dagli operai del comune o delle barriere antiparcheggio trasformate in fioriere con tavolino dal proprietario di un bar vicino. O ancora delle cassette delle lettere attaccate ai pali della segnaletica stradale, per evitare al postino di addentrarsi nelle strade interne per consegnare la posta.
- Le soluzioni personali alla carenza di servizi pubblici sono quelle per cui i cittadini suppliscono del tutto alle inadempienze dei servizi pubblici e le carenze progettuali del territorio risolvendo le questioni a con mezzi propri. È il caso dei cittadini che riparano, per renderle più confortevoli, le pensiline di attesa dell'autobus, che creano sistemi di dissuasione contro il parcheggio abusivo nelle aree di confine tra proprietà pubblica e privata; che ancora sistemano specchi per aiutare l'orientamento di pedoni e automobilisti in angoli stradali a rischio o che dipingono a mano i nomi delle vie dove non sono visibili.
- La comunicazione sociale e commerciale agisce attraverso l'uso di oggetti che si trasformano in veicoli di espressione artistica o informazione pubblicitaria. Questi oggetti definiscono status sociali e comunità di appartenenza, attraverso la diffusione di segni a valenza ideologica, politica, culturale, religiosa o meramente commerciale. Messaggi efficaci con forti componenti visuali che si trasformano in nuovi codici di comunicazione urbana come per esempio le cassette delle lettere a forma di simboli nazionali o religiosi, a indicare la cultura o la provenienza del padrone di casa, i palloni da calcio tagliati sul portale della chiesa, usati a monito.
- La sicurezza personale e il controllo del territorio: quando i privati operano per il mantenimento della loro sicurezza personale o della propria influenza, il controllo del territorio non è più inteso solo come esercizio dell'ordine pubblico, ma anche quale metodo di espansione e appropriazione da parte dei gruppi che vi abitano, sia all'interno sia all'esterno della legalità. Pur essendo di natura diversa, entrambe condividono un atteggiamento di difesa come chi mette specchi retrovisori sul balcone di casa per controllare l'ingresso di estranei e chi invece posiziona superfici riflettenti agli angoli delle strade, per poter avvistare l'arrivo (non gradito) della polizia.

Al progetto hanno contribuito diversi autori e critici tra cui:
- Emiliano Gandolfi, architetto e curatore indipendente, fondatore di Cohabitation Strategies, intraprende una conversazione in forma di blog con Daniele Pario Perra sul Low Cost Design. La discussione inizia dai principi metodologici del lavoro, per poi affrontare una riflessione estesa sulle implicazione economiche, sociali, ambientali, spaziali ed estetiche delle pratiche di creatività spontanea. Ne emergono una serie di riflessioni sulla genesi, i processi e l'evoluzione nel tempo di queste pratiche applicate sia agli oggetti quotidiani che all'uso dello spazio pubblico. In particolare il dialogo approfondisce la carica politica delle pratiche di auto-costruzione e di appropriazione spontanea, fino a tentativo radicale di allargare la definizione di design, in sintonia l'affermazione “every human being is an artist” di Joseph Beuys.
- Giuseppe Finessi, architetto, ricercatore in Architettura degli interni e Allestimento presso il Dipartimento di Progettazione dell'Architettura del Politecnico di Milano, ha analizzato il progetto Low Cost Design in un'ottica di paragone con il passato, ricordando i suoi incontri con Bruno Munari, Ettore Sottass e Michele Provinciali, tre grandi artisti/designer e innovatori che creavano con mezzi semplici (Bruno Munari, per esempio, con il solo ausilio di fogli di carta e una forbice creava le copertine per i libri editi da Einaudi; Ettore Sottass e le sue fotografie in bianco e nero conosciute come “Design Metaphors”; Michele Provinciali, con l'ausilio di saponette, bastoncini per ghiaccioli, tappi metallici e gessetti colorati sapeva creare “nuovi universi” dal sovrapporsi di diverse texture e materiali.
- Francesco Morace, presidente di Future Concept Lab, analizza il progetto Low Cost Design dal punto di vista sociologico e antropologico: dice infatti che “il lavoro di Daniele Pario Perra costituisce una base di descrizione e interpretazione del tessuto sociale e della sua evoluzione simile al percorso di osservazione di Darwin”. Tramite l'interpretazione dei segni e dei simboli, grazie all'osservazione metodologica, ci ha permesso di ragionare sulle popolazioni e le loro connessioni nello spazio e nel tempo. La presenza e la documentazione di oggetti simili, a distanza di tempo e in luoghi diversi, sottolinea la predisposizione dell'uomo alla comunicazione empatica, che può portare inconsciamente a sviluppare soluzioni simili in presenza delle medesime necessità.
- Pier Luigi Sacco, professore di Economia della Cultura presso l'Università IUAV di Venezia, analizza il progetto dal punto di vista economico e culturale. Sottolinea l'importanza dello sviluppo di una nuova ecologia del talento e delle competenze che porti a una società della conoscenza, non più incentrata sul successo economico e sul guadagno ad personam, ma sui valori economici e sociali che possono derivare da nuove forme di scambio e da nuovi modelli di benessere. Per questo i protagonisti del progetto sono gli oggetti e la loro nuova funzione sociale più che la persona che li ha ideati. Allo stesso modo, le azioni che modificano il territorio, ne cambiano le forme condivise di percezione in visione di un più alto benessere e di una miglior funzionalità.

## Capitoli
1. Intro-blog
2. Indagine / Metodo
3. Sociologia urbana e altre storie
4. Creatività spontanea
5. Design / Estetiche
6. Ecologia
7. Ricerca e applicazioni
8. Low Cost

## Galleria d'immagini
sezione: oggetto
1. oggetti elementari
2. oggetti sviluppati
3. oggetti ottimizzati
4. oggetti elaborati
5. oggetti completi

sezione: azione
1. pianificazione territoriale privata
2. commercio creativo
3. interazioni tra pianificazione pubblica e progettazione privata
4. soluzioni personali alla carenza di servizi pubblici
5. comunicazione sociale e commerciale
6. sicurezza personale e controllo del territorio

## Contributi
- Beppe Finessi
- Francesco Morace
- Pier Luigi Sacco
- Renzo di Renzo
- Christina Kreps
- Luca Villa
- Lucia Babina
- Pierfrancesco Frillici